# 萨德勒之井剧院
萨德勒之井剧院（Sadler's Wells Theatre），或译沙德勒之井剧院，是英国伦敦克拉肯威尔的一座剧院。第一座萨德勒之井剧院建于1683年，是斯图亚特王朝复辟之后伦敦建立的第二所公共剧院（第一座是皇家剧院），创始人名叫理查德·萨德勒（Richard Sadler），现在的剧院已经是重建的第六所。